# برایان استوکس میچل
برایان استوکس میچل (انگلیسی: Brian Stokes Mitchell؛ زادهٔ ۳۱ اکتبر ۱۹۵۷) بازیگر و خواننده اهل ایالات متحده آمریکا است.
از فیلم‌ها یا برنامه‌های تلویزیونی که وی در آن نقش داشته است می‌توان به آقای ربات، مسیر، تیک، تیک… بوم!، و شرلی اشاره کرد.
وی همچنین برندهٔ جوایزی همچون جایزه دراما لیگ شده است.